# ГЕС Piānqiáo
ГЕС Piānqiáo (偏桥水电站) — гідроелектростанція у центральній частині Китаю в провінції Сичуань. Знаходячись між ГЕС Jiǔlónghé Shāpíng (вище за течією) та ГЕС Jiāngbiān, входить до складу каскаду на річці Jiǔlónghé, яка впадає ліворуч до Ялунцзян, великої лівої притоки Дзинші (верхня течія Янцзи).
У межах проєкту річку перекрили бетонною греблею, яка утримує невелике нерегульоване водосховище з рівнем поверхні на позначці 2005 метрів НРМ. Зі сховища через лівобережний гірський масив прокладено дериваційний тунель довжиною 7,4 км.
Основне обладнання станції становлять три турбіни типу Френсіс потужністю по 76 МВт, які використовують напір у 196 метрів та забезпечують виробництво 1092 млн кВт·год електроенергії на рік.
Видача продукції відбувається по ЛЕП, розрахованій на роботу під напругою 220 кВ.